# Adam Bohorič

Minnesmärke över Adam Bohorič i Ljubljana.

Adam Bohorič, född omkring 1520 i Brestanica nära Krško, död 20 november 1598, var en slovensk språkforskare och anhängare av reformationen. 
Bohorič intresserade sig särskilt för den slovenska ortografin, och det efter honom uppkallade skriftspråket, på slovenska "bohoričica", begagnades ända till mitten av 1800-talet. Hans skrifter brändes av det romersk-katolska prästerskapet i Krain, med undantag av den i Wittenberg 1584 tryckta första slovenska grammatiken Arcticæ horulæ succisivæ, varav några exemplar räddats till bibliotek i Wien, Dresden och Ljubljana. Exemplar av Arcticæ horulæ succisivæ finns i Sverige bland annat på bibliotek i Uppsala, Linköping och Lund.